# 圣经博物馆

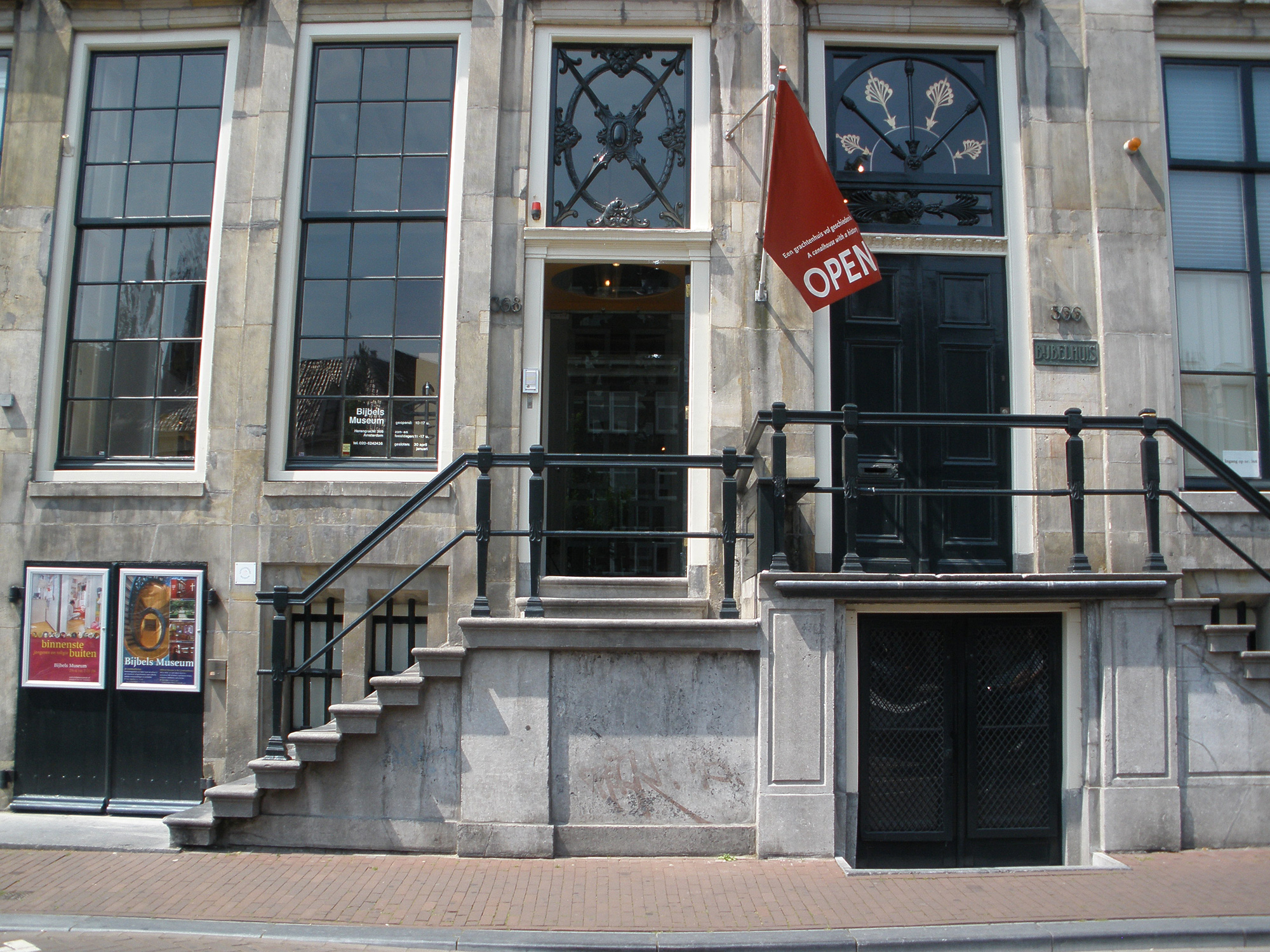
入口

圣经博物馆（荷蘭語：Bijbels Museum）是荷蘭阿姆斯特丹的一个博物馆。

## 收藏
收藏圣经和其他犹太教和基督教的宗教物品，包括荷兰印刷最古老的圣经（1477年代尔夫特圣经）和1637年荷兰语圣经第一版。还有库姆兰的死海古卷摹本，包含以赛亚书。
该博物馆还收藏19世纪发现的古埃及考古文物：油灯、泥板、陶器和钱币碎片等，给人们古埃及人宗教生活的印象。
这里还有古代犹太圣殿的模型，包括所罗门圣殿和希律圣殿的模型，以及19世纪的会幕模型，内有希伯来圣经描绘的约柜。展览的一部分被称为“儿童故事阁楼”，利用光和声音讲述圣经故事，场景包括埃及、耶路撒冷和旷野。

## 历史
2009年，该博物馆得到荷兰的彩票运营商的资金支持，获得所谓的范诺德韦克宗教书籍藏品。
该博物馆成立于1852年，于2002年庆祝成立150周年，贝娅特丽克丝女王出席。部分由于受欢迎的临时展览及大规模修缮，2001年至2002年间，游客人数增加了40％， 2006年超过了47,000名。

## 建筑
自1975年以来，该博物馆设于阿姆斯特丹的绅士运河畔的两座历史建筑内。其中包括荷兰保存最完好的17世纪厨房。

## 画廊

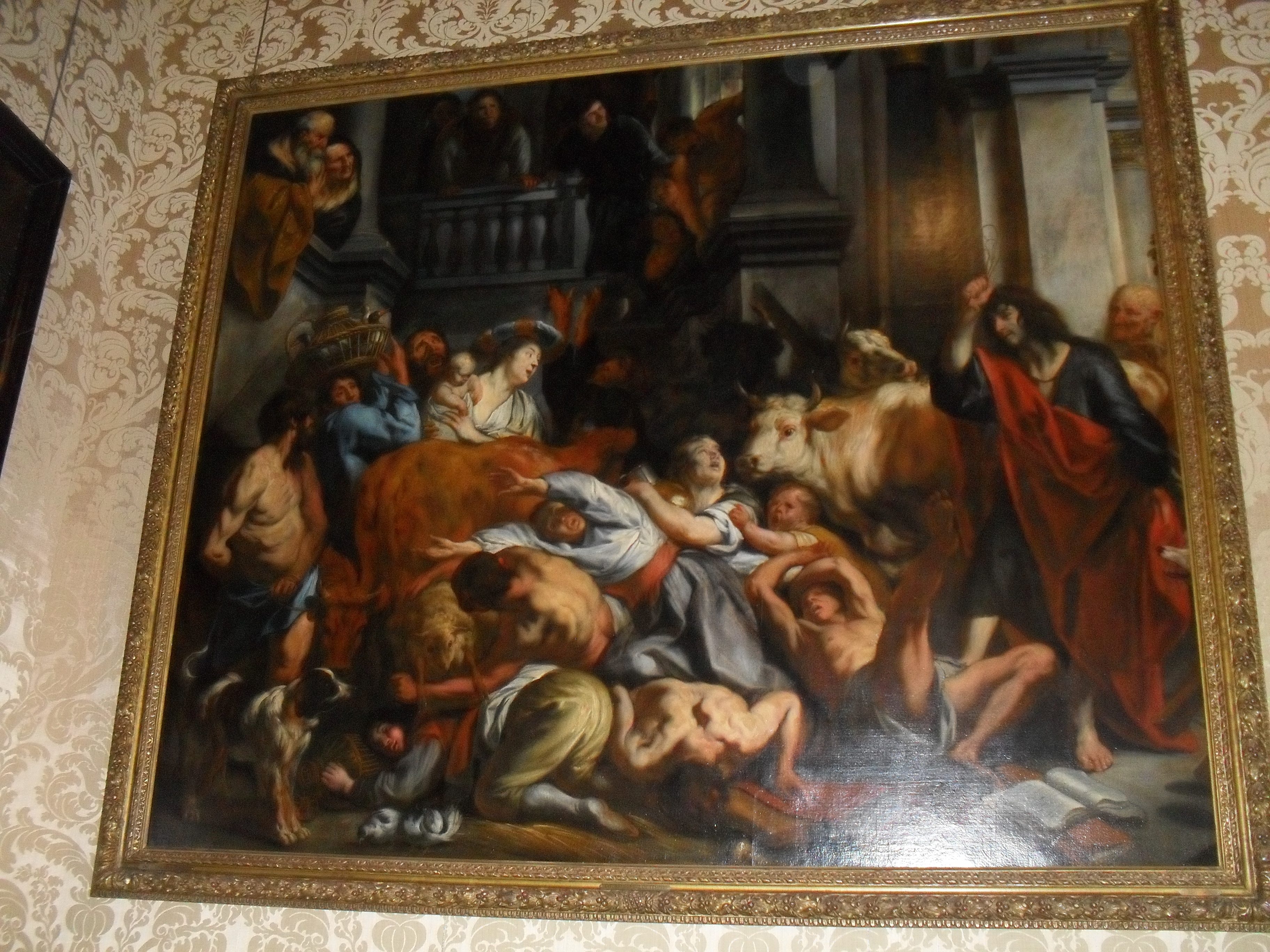
基督洁净圣殿（1650）
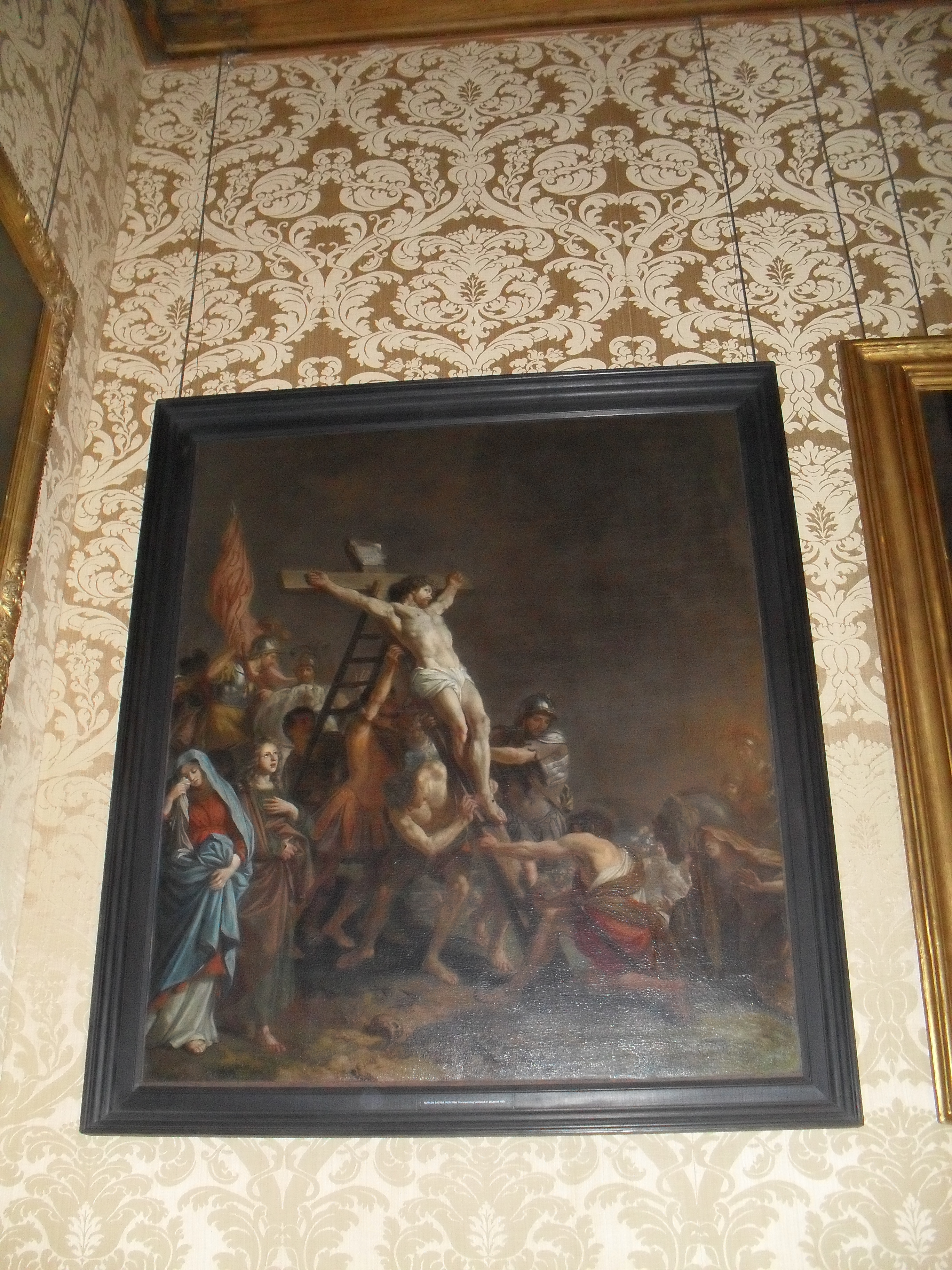
竖立十字架 （1683）
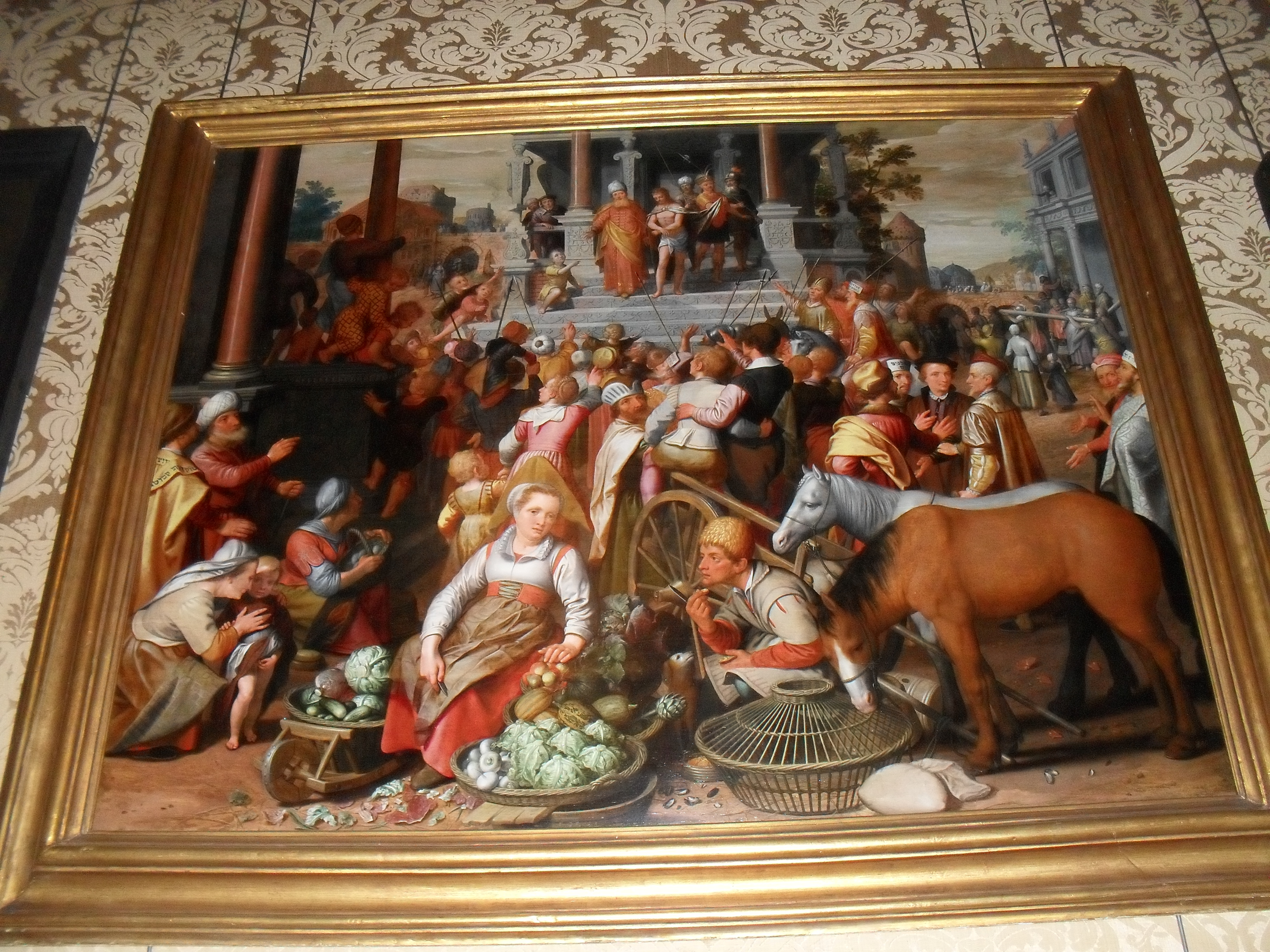
施洗约翰尽职（1606）
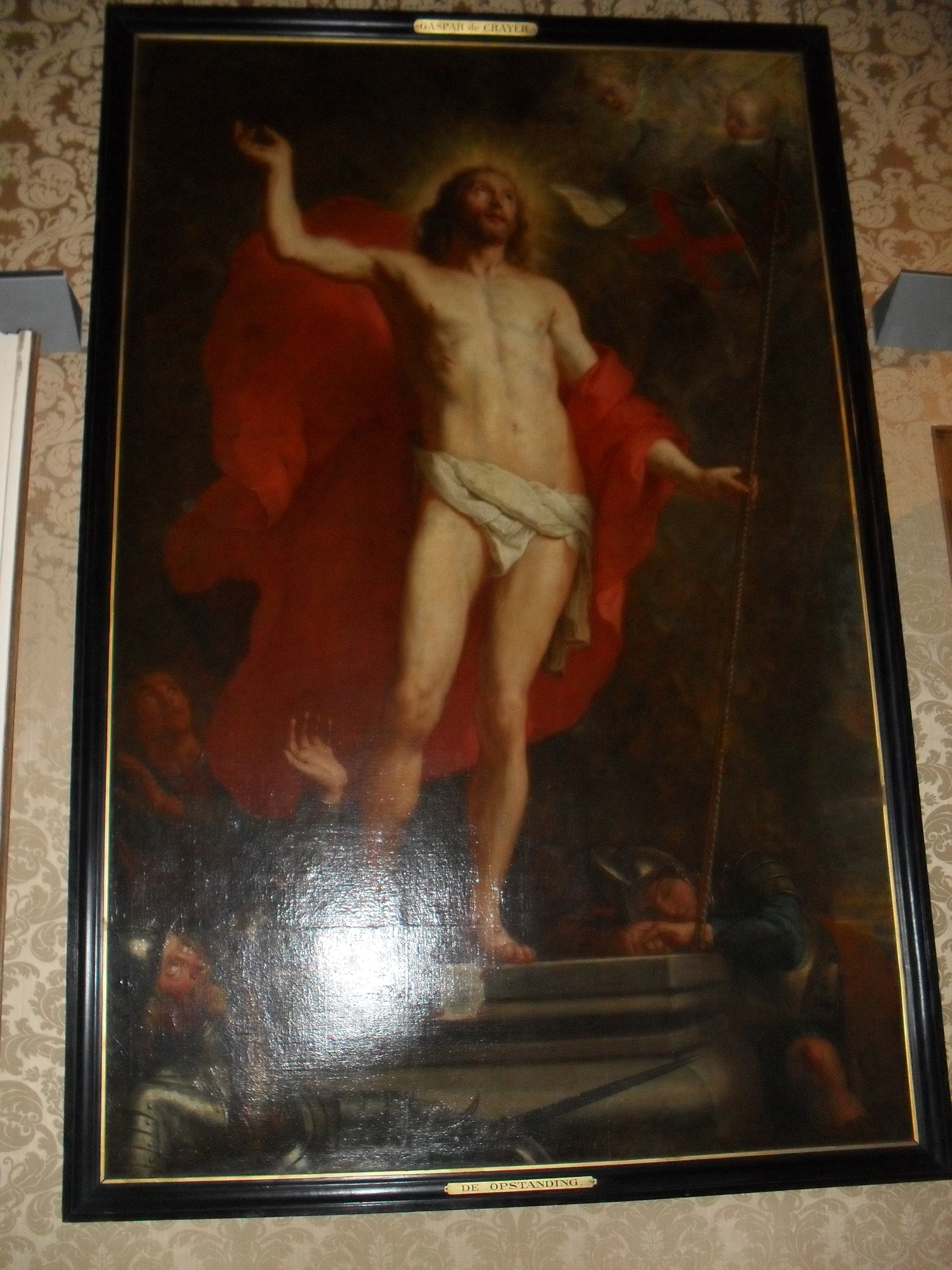
基督复活（1607-1669年）
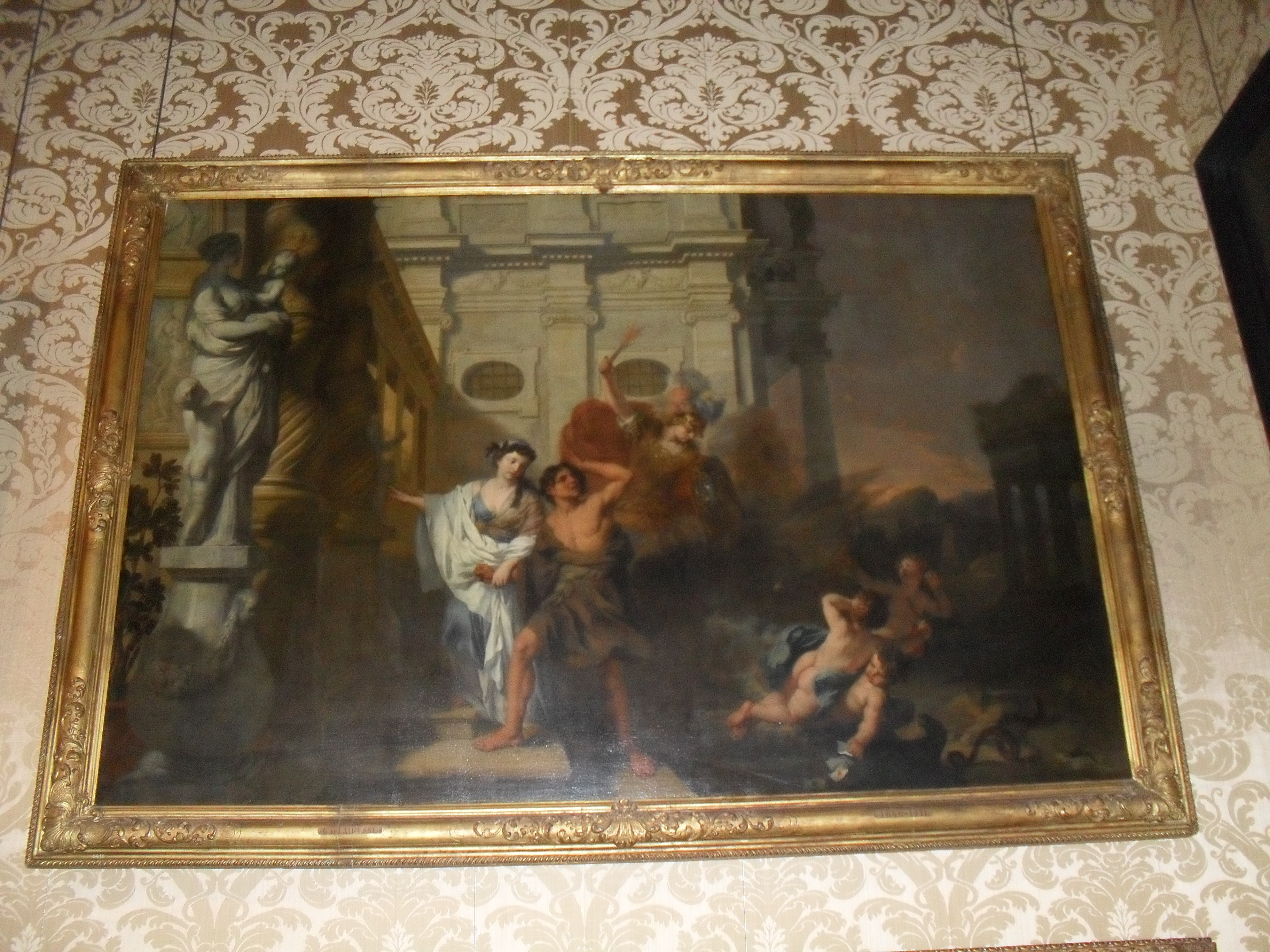
摩西任命七十个长老（1735）
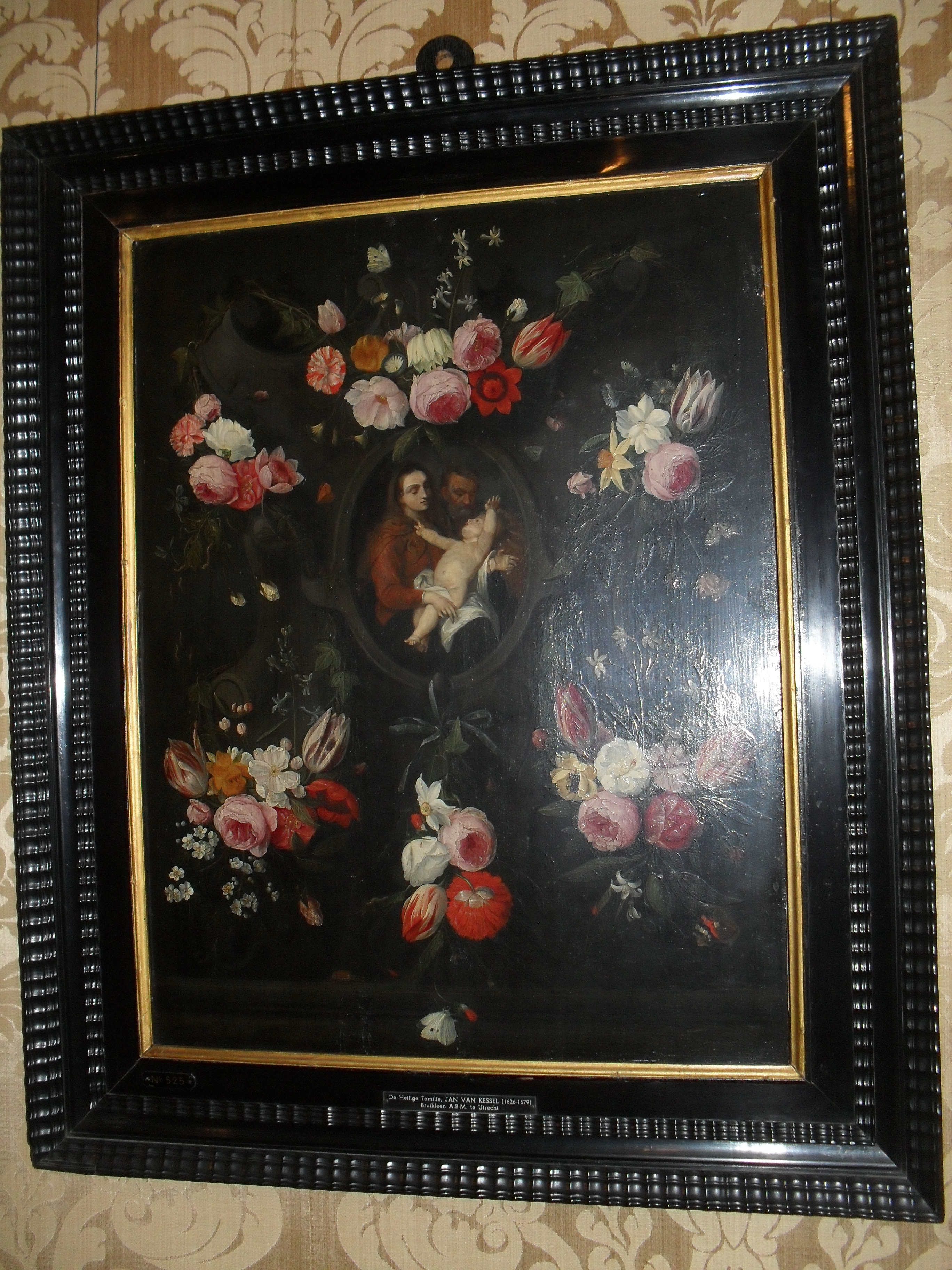
圣家（1650）
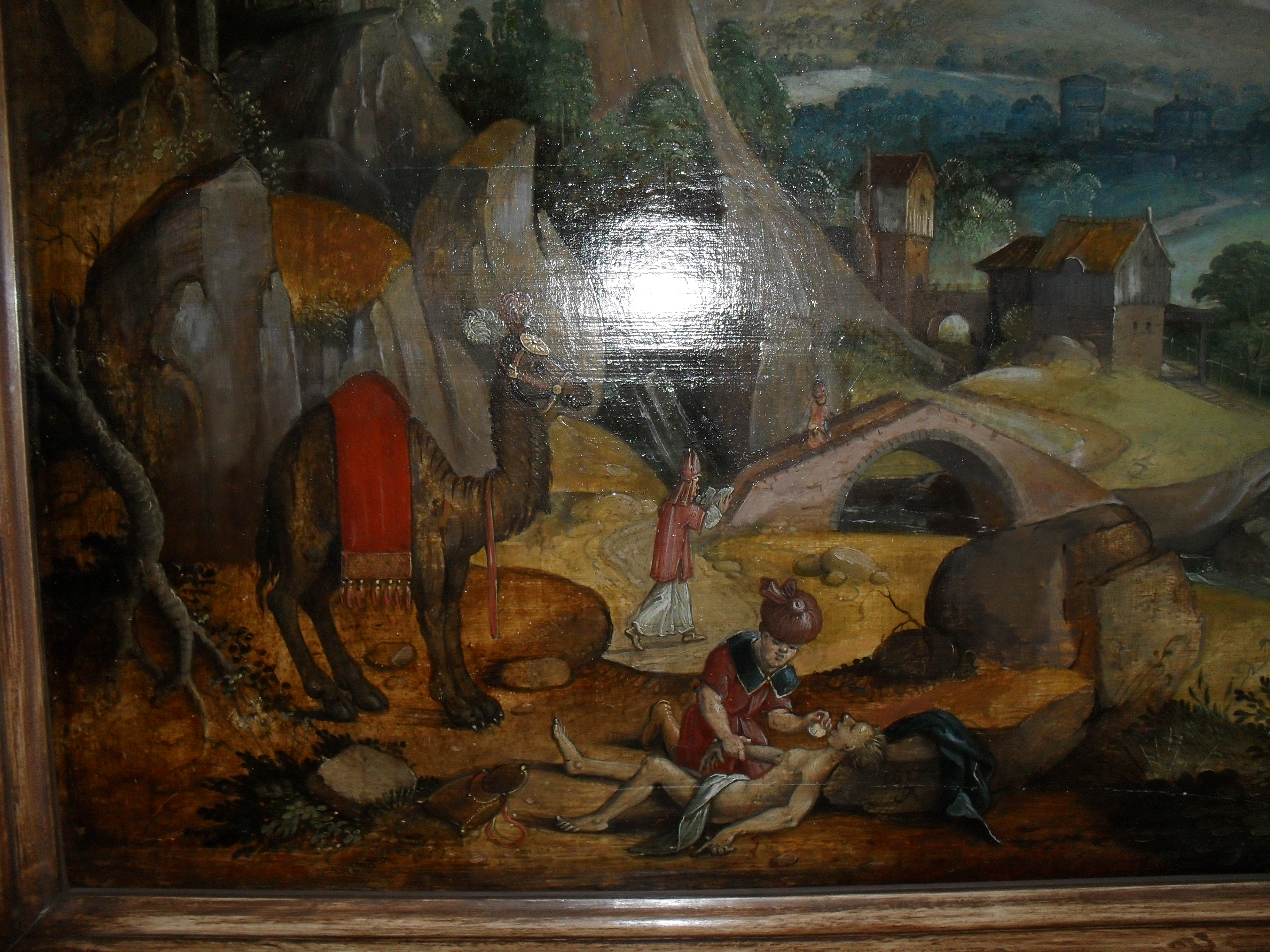
好撒玛利亚人（1617）